# إسبن بيرغ
إسبن بيرغ (بالنرويجية البوكمول: Espen Berg)‏ هو ملحن وعازف بيانو نرويجي، ولد في 30 يونيو 1983 في هامار في النرويج.

## وصلات خارجية
- الموقع الرسمي
- إسبن بيرغ على موقع ميوزك برينز (الإنجليزية)
- إسبن بيرغ على موقع ديسكوغز (الإنجليزية)